# Aimé Cassayet-Armagnac
Aimé Cassayet-Armagnac (9 de abril de 1893 — 26 de maio de 1927) foi um jogador de rugby union francês, medalhista olímpico.

## Carreira
Durante sua carreira esportiva, representou os clubes Stadoceste Tarbais, Stade Saint Gaudinois e RC Narbonne, sendo que o primeiro deles conquistou o título de campeão francês em 1920. Ele integrou a equipe da Seleção da França que conquistou a medalha de prata nos Jogos Olímpicos de Verão de 1924 em Paris. Ele jogou as duas partidas da competição, nas quais os franceses derrotaram a Romênia por 61–3 no Stade de Colombes em 4 de maio, e duas semanas depois perderam para os EUA por 3–17.
O estádio da cidade de Narbonne foi nomeado em sua homenagem.